# 1. etape af Post Danmark Rundt 2011
Første etape af Post Danmark Rundt 2011 var en 171,1 km lang etape. Den blev kørt den 3. august med start- og målby i Esbjerg.
- Etape: 1. etape
- Dato: 3. august
- Længde: 171,1 km
- Rute: Esbjerg – Oksbøl – Ho – Oksby Blåvand – Oksbøl – Jandrup – Varde – Roust – Grimstrup – Bramming – Gørding – Jernvedlund – Gredstedbro – Ribe – Vilslev – St. Darum – Allerup – Tjæreborg – og 3 omgange á 3,5 km i Esbjerg.
- Gennemsnitshastighed: 42,9 km/t

## Point- og bakkespurter

### 1. pointspurt (Varde)
Efter 64,6 km
| 1. plads | Nikola Aistrup  | Team Concordia Forsikring-Himmerland | 5 point | 3 bonussekunder |
| 2. plads | René Jørgensen  | Team Christina Watches-Onfone        | 3 point | 2 bonussekunder |
| 3. plads | Patrick Clausen | Team Post Danmark                    | 1 point | 1 bonussekund   |

### 2. pointspurt (Tjæreborg)
Efter 151,5 km
| 1. plads | Michael Mørkøv | Saxo Bank-SunGard            | 5 point | 3 bonussekunder |
| 2. plads | Kris Boeckmans | Topsport Vlaanderen-Mercator | 3 point | 2 bonussekunder |
| 3. plads | Pim Ligthart   | Vacansoleil-DCM              | 1 point | 1 bonussekund   |

### 1. bakkespurt (Roust)
Efter 77 km
| 1. plads | Alessandro Bazzana | Team Type 1-Sanofi Aventis           | 10 point |
| 2. plads | Nikola Aistrup     | Team Concordia Forsikring-Himmerland | 6 point  |
| 3. plads | René Jørgensen     | Team Christina Watches-Onfone        | 4 point  |
| 4. plads | Patrick Clausen    | Team Post Danmark                    | 2 point  |

## Resultatliste
|    | Navn                | Land           | Hold                            | Tid     |
| -- | ------------------- | -------------- | ------------------------------- | ------- |
| 1  | Sacha Modolo        | Italien        | Colnago-CSF Inox                | 3:59.21 |
| 2  | Matti Breschel      | Danmark        | Rabobank                        | + 0.00  |
| 3  | Michael Mørkøv      | Danmark        | Saxo Bank-SunGard               | + 0.00  |
| 4  | Daniele Colli       | Italien        | Geox-TMC                        | + 0.00  |
| 5  | Andrea Pasqualon    | Italien        | Colnago-CSF Inox                | + 0.00  |
| 6  | Daniele Bennati     | Italien        | Team Leopard-Trek               | + 0.00  |
| 7  | Angelo Furlan       | Italien        | Team Christina Watches-Onfone   | + 0.00  |
| 8  | Michael Van Staeyen | Belgien        | Topsport Vlaanderen-Mercator    | + 0.00  |
| 9  | Pim Ligthart        | Holland        | Vacansoleil-DCM                 | + 0.00  |
| 10 | Óscar Freire        | Spanien        | Rabobank                        | + 0.00  |
| 11 | Roger Hammond       | Storbritannien | Garmin-Cervélo                  | + 0.00  |
| 12 | Gabriel Rasch       | Norge          | Garmin-Cervélo                  | + 0.00  |
| 13 | Thomas Kvist        | Danmark        | Glud & Marstrand-LRØ Rådgivning | + 0.00  |
| 14 | Zico Waeytens       | Belgien        | Topsport Vlaanderen-Mercator    | + 0.00  |
| 15 | Kasper Jebjerg      | Danmark        | Glud & Marstrand-LRØ Rådgivning | + 0.00  |

|    | Navn                | Land           | Hold                                 | Tid     |
| -- | ------------------- | -------------- | ------------------------------------ | ------- |
| 1  | Sacha Modolo        | Italien        | Colnago-CSF Inox                     | 3:59.11 |
| 2  | Michael Mørkøv      | Danmark        | Saxo Bank-SunGard                    | + 0.03  |
| 3  | Matti Breschel      | Danmark        | Rabobank                             | + 0.04  |
| 4  | Nikola Aistrup      | Danmark        | Team Concordia Forsikring-Himmerland | + 0.07  |
| 5  | René Jørgensen      | Danmark        | Team Christina Watches-Onfone        | + 0.08  |
| 6  | Kris Boeckmans      | Belgien        | Topsport Vlaanderen-Mercator         | + 0.08  |
| 7  | Pim Ligthart        | Holland        | Vacansoleil-DCM                      | + 0.09  |
| 8  | Daniele Colli       | Italien        | Geox-TMC                             | + 0.10  |
| 9  | Andrea Pasqualon    | Italien        | Colnago-CSF Inox                     | + 0.10  |
| 10 | Daniele Bennati     | Italien        | Team Leopard-Trek                    | + 0.10  |
| 11 | Angelo Furlan       | Italien        | Team Christina Watches-Onfone        | + 0.10  |
| 12 | Michael Van Staeyen | Belgien        | Topsport Vlaanderen-Mercator         | + 0.10  |
| 13 | Óscar Freire        | Spanien        | Rabobank                             | + 0.10  |
| 14 | Roger Hammond       | Storbritannien | Garmin-Cervélo                       | + 0.10  |
| 15 | Gabriel Rasch       | Norge          | Garmin-Cervélo                       | + 0.10  |